# Ceratosanthes parviflora
Ceratosanthes parviflora är en gurkväxtart som beskrevs av Célestin Alfred Cogniaux. Ceratosanthes parviflora ingår i släktet Ceratosanthes och familjen gurkväxter. Inga underarter finns listade i Catalogue of Life.